# 2304 Slavia
2304 Slavia eller 1979 KB är en asteroid i huvudbältet som upptäcktes den 18 maj 1979 av den tjeckiske astronomen Antonín Mrkos vid Kleť-observatoriet i Tjeckien. Den är uppkallad efter klubben SK Slavia Prag.
Asteroiden har en diameter på ungefär 11 kilometer. Den tillhör asteroidgruppen Eunomia.